# Philippe Marsset
Pour les articles homonymes, voir Marsset.
Philippe Marsset, né le 30 septembre 1957 à Lyon, est un évêque catholique français, évêque auxiliaire de Paris et titulaire de Thibica (de) depuis le 18 mai 2019. Il a été ordonné prêtre pour le Diocèse de Paris en 1988. Vicaire général en 2018, il est ordonné évêque en l'église Saint-Sulpice de Paris 6 septembre 2019.

## Biographie
Né dans le 4e arrondissement de Lyon, il a d'abord suivi des études de droit à Malakoff et à Nantes. C'est à Nantes qu'il a ressenti l'appel, alors qu'il était éducateur dans un lycée et visiteur de prison, avant de rejoindre la capitale et le séminaire d'Issy-les-Moulineaux. Il est ordonné diacre par Claude Frikart et prêtre par le cardinal Lustiger.
Il a connu quatre grands ministères et il a été longtemps aumônier de jeunes, avant de connaître des fonctions communes à tout son diocèse : le conseil presbytéral et le collège des consulteurs.
En 2018, Michel Aupetit l'appelle comme vicaire général. Il se voit être élevé au rang d'évêque auxiliaire le 18 mai 2019. La cathédrale étant inaccessible à la suite de l'incendie du 15 avril, il est ordonné à Saint-Sulpice le 6 septembre 2019 et il lui est donné le siège titulaire (diocèse disparu) de Thibica (de). L'archevêque de Paris est le principal consécrateur. Il était assisté de Eric de Moulins-Beaufort, archevêque de Reims et président de la Conférence des évêques de France et d'Antoine Hérouard, évêque auxiliaire de Lille et délégué apostolique des Sanctuaires de Lourdes, en présence de nombreux évêques et prêtres dans une église bondée.
Il raconte qu'il a mis sept ans pour accepter de devenir prêtre, sept jours pour accepter de devenir vicaire général, et sept minutes pour devenir évêque.

## Ministères
- 1988 : ordonné prêtre pour l'archidiocèse de Paris.
- 1988-1995 : vicaire à la paroisse Saint-François-de-Sales et aumônier du pôle Jeunes Daubigny
- 1994 : aumônier diocésain puis régional des Scouts de France
- 1995-2000 : vicaire de la paroisse Saint-Lambert de Vaugirard et aumônier du pôle Jeunes pour les collégiens et lycéens
- 1998-2002 : responsable du FRAT de Lourdes
- 2000-2011 : vicaire puis curé à la paroisse Saint-Pierre de Montrouge
- 2008-2017 : aumônier national du CLER Amour et Famille
- 2011-2018 : curé de Notre-Dame de Clignancourt et doyen du doyenné Clignancourt-La Chapelle
- 2014-2017 : membre du bureau du Conseil presbytéral
- 2015-2018 : membre du Collège des Consulteurs
- depuis 2018 : vicaire général
- depuis 2019 : évêque auxiliaire de Paris, titulaire de Thibica (de)

## Devise
Sa devise est « C'est le Seigneur ! »